# St. Lambert-sur-Dives
Saint-Lambert-sur-Dives, sædvanligvis kaldet Saint-Lambert er en kommune i departementet Calvados i regionen Basse-Normandie i det nordvestlige Frankrig.

## Historie
Byens fulde navn Saint-Lambert-sur-Dives henviser til Dives-floden, som løber langs landsbyens sydlige kant og var skueplads for det afsluttende slag i felttoget i Normandiet i 1944 under 2. Verdenskrig. Selv om slaget omtales som slaget om Falaise-lommen, var Saint-Lambert den sidste landsby i hullet mellem de canadiske og polske tropper, som trængte sydpå fra Falaise og Trun, og de amerikanske og Frie franske styrker, som trængte nordpå fra Argentan og Chambois. Erobringen af Saint-Lambert betød, at hullet blev lukket, og titusindvis af tyske tropper blev fanget i Falaise-lommen.
Den 18. august 1944 fik major David Vivian Currie, som havde kommandoen over M4 Sherman kampvognene i C eskadronen af 29. pansrede opklaringsregiment med tilknyttet infanteri fra "B" og "C" kompagnierne af Argyll and Sutherland Highlanders of Canada og Lincoln and Welland Regiment (alle i 4. canadiske pansrede division), ordre til at rykke fra Trun for at erobre og holde landsbyen og forsøge at skabe kontakt med de amerikanske styrker, som man forstod var under fremrykning mod landsbyen fra Chambois. Hændelserne i og omkring St. Lambert i de følgende tre dage blev senere kendt ved, at major Currie fik tildelt Victoriakorset.
I begyndelsen af aktionen ankom fire personer fra den canadiske hærs film-og fotoenhed til St. Lambert i to jeeps. De kunne fastholde begivenhederne, efterhånden som de udspillede sig i sort-hvide billeder (taget af fotografen løjtnant Donald I. Grant) og på film (optaget af kameramanden sergent Jack Stollery). Filmen indfanger øjeblikket, da major Currie ser en tysk konvoj nærme sig de canadiske stillinger, trækker sin pistol og træder ud for at overraske den tyske officer, som leder konvojen og tvinger ham til at overgive sig og sine tropper. Løjtnant Grants billede har fanget den tyske officer i sekunderne efter hans overgivelse, med hænderne i vejret, og man ser også sergent Stollery yderst til venstre, og filmkameraet er klart synligt i hans hænder, mens han filmer begivenhederne.
For en beskrivelse af slaget om St. Lambert i august 1944, se her.
Den 21. august var slaget om St. Lambert ovre. Indenfor selve landsbyen var ca. 300 tyskere blevet dræbt, 500 såret og over 2.100 taget til fange. 7 kampvogne, herunder 3 langs hovedvejen gennem St. Lambert, 12 88 mm kanoner og 40 andre køretøjer var blevet ødelagt.
Da kampen var ovre, havde "B" og "C" kompagnierne kun 70 mand tilbage tilsammen. De blev lagt sammen den 22. august under ledelse af major Alex Logie, søn af generalmajor W.A. Logie, som havde været den første chef for Argylls i 1903. Generalløjtnant Guy Simmonds, chefen for 2. canadiske korpsm kom senere frem for at inspicere byen. Han måtte stå ud af sin stabsvogn og gå, da dyngerne af vragdele gjorde vejen gennem området umulig at passere.

## Eksterne kilder
- Saint-Lambert på l'Institut géographique national Arkiveret 12. marts 2007 hos  Wayback Machine

- Wikimedia Commons har flere filer relateret til St. Lambert-sur-Dives